# Tetropium danilevskyi
Tetropium danilevskyi är en skalbaggsart som beskrevs av Sláma 2005. Tetropium danilevskyi ingår i släktet Tetropium och familjen långhorningar. Inga underarter finns listade i Catalogue of Life.